# 基隆路

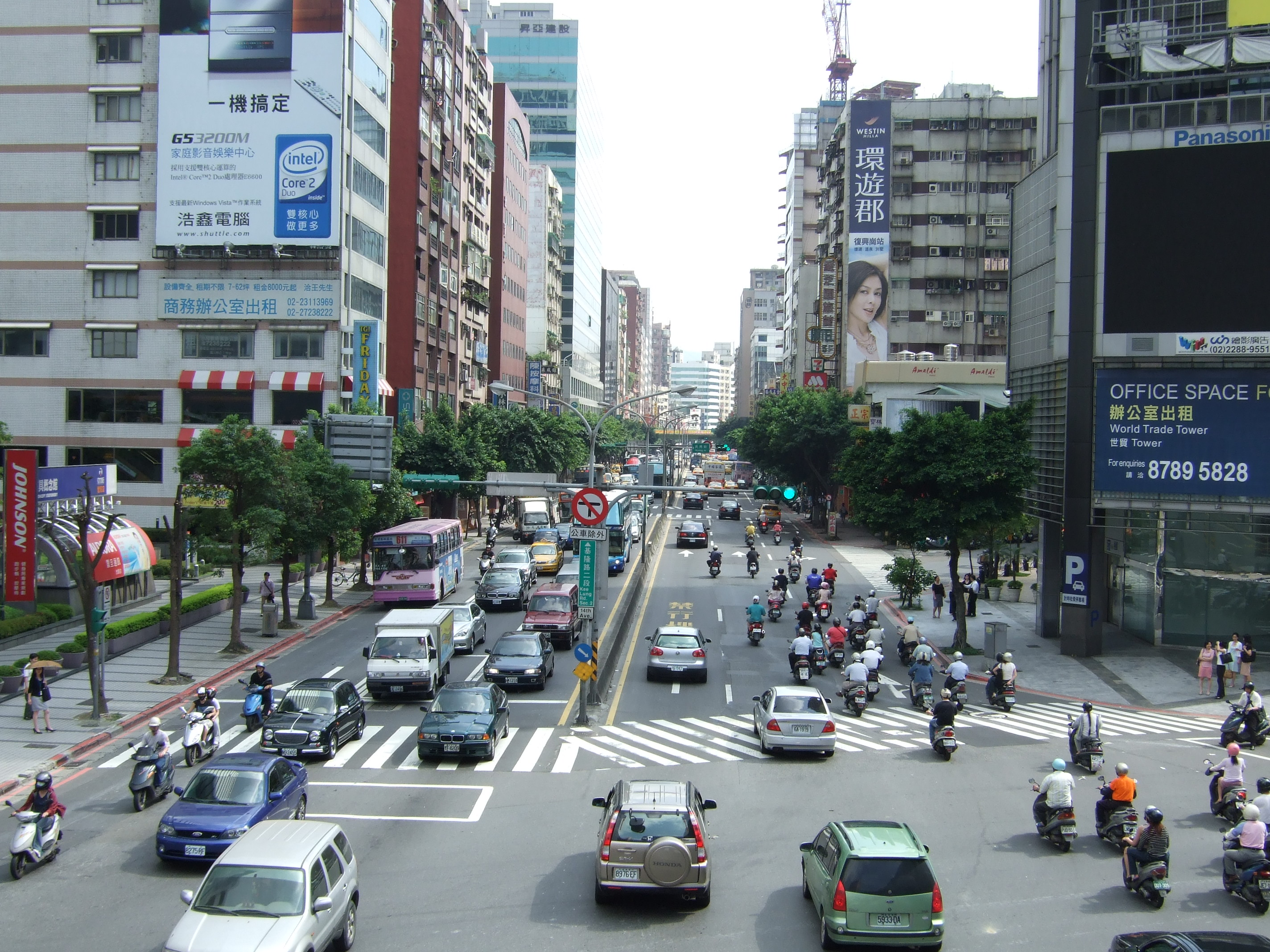
基隆路二段與信義路交會處

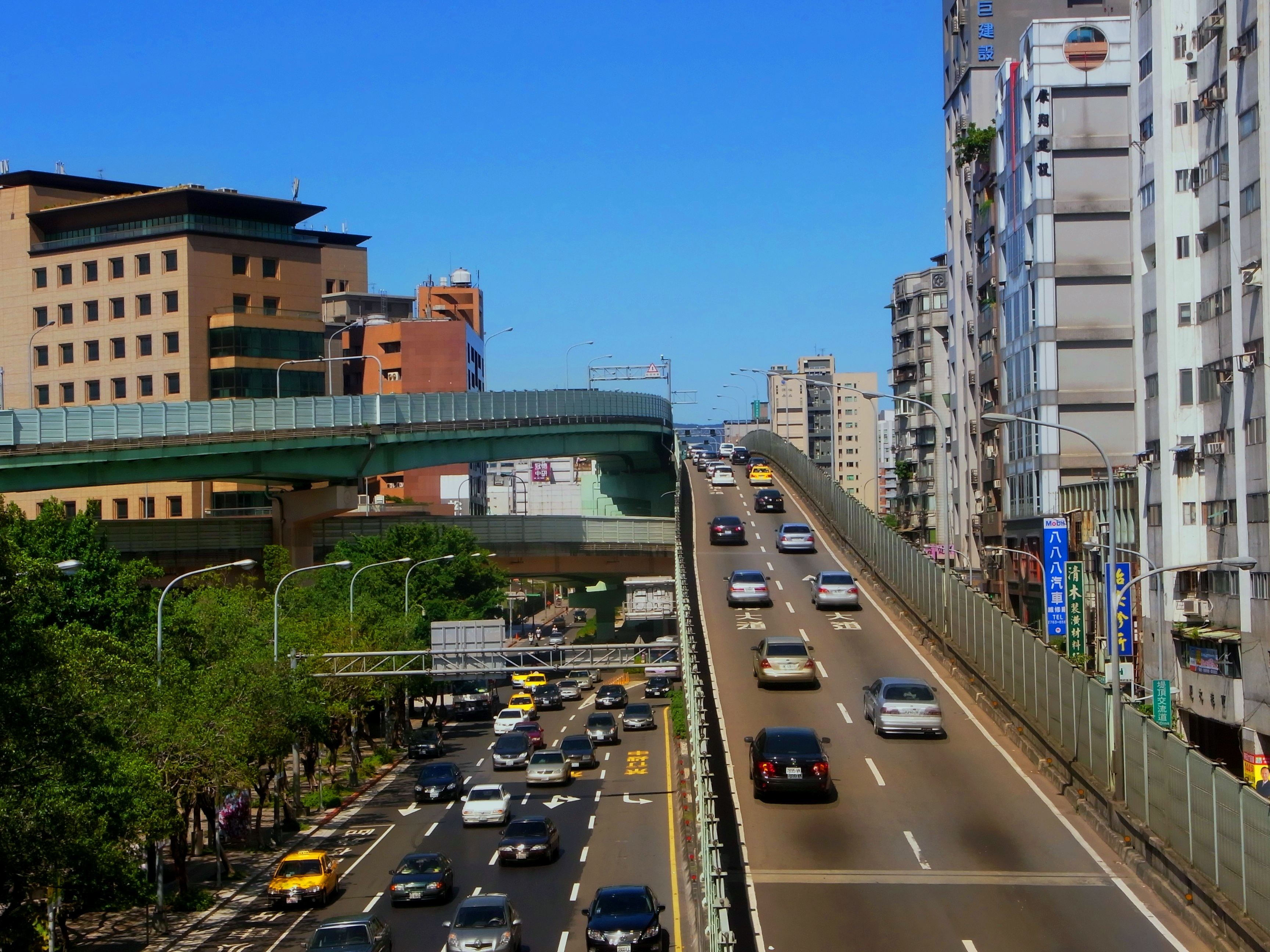
基隆路一段及架於其上的正氣橋匝道

基隆路一段(南段)

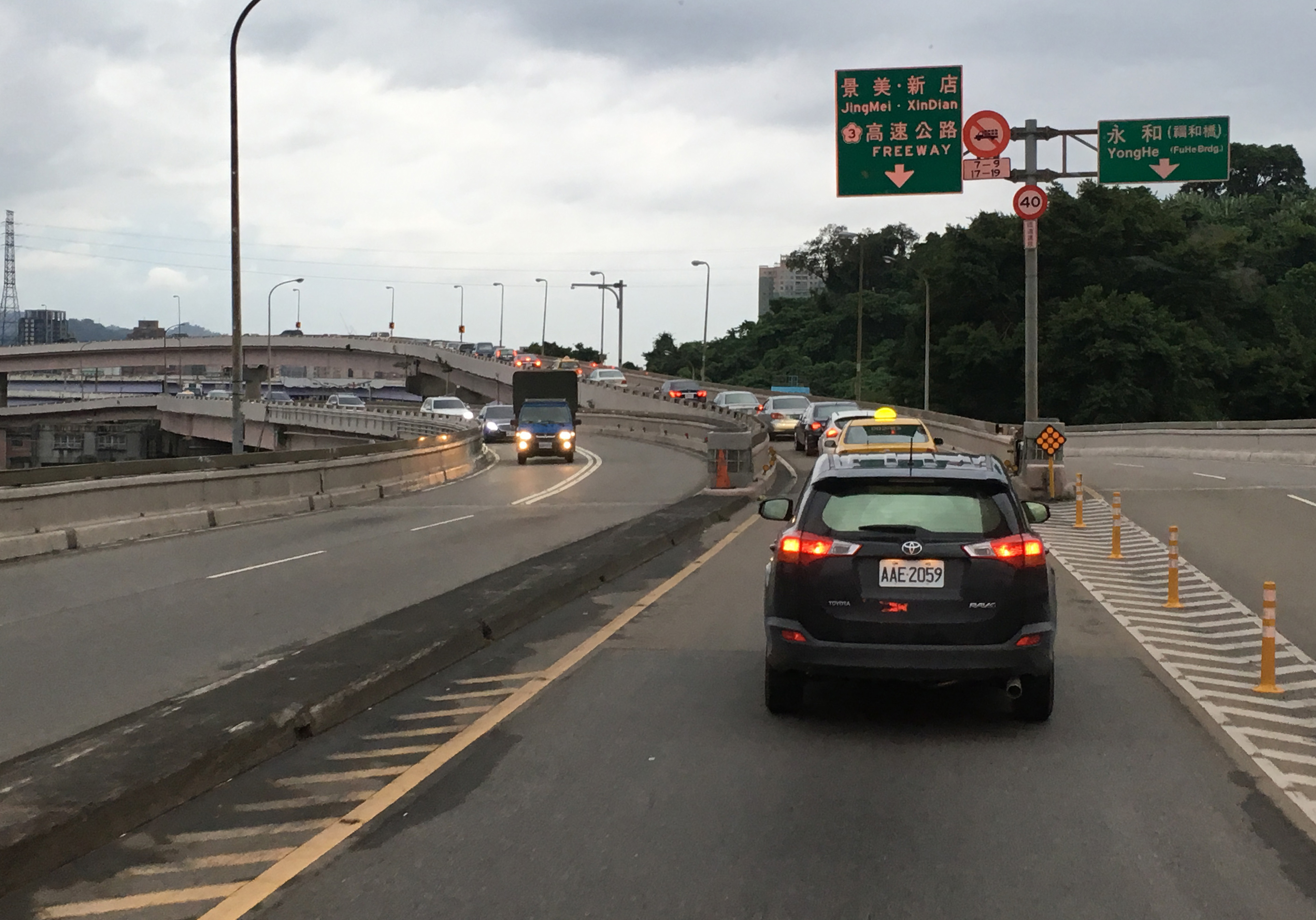
基隆路高架道路南端（往福和橋、水源路）

基隆路，為臺灣臺北市東側的南北向主幹道之一，由於連接數條市區幹道及快速道路（如北端環東大道、堤頂大道、八德路、市民大道；中段台5線（忠孝東路）、信義路、光復南路、和平東路、敦化南路、辛亥路的國道三甲、台9線（羅斯福路）及南端的福和橋），屬於環東快速道路一部份，因此車流量大，加上路幅不若其他主幹道寬敞，並且是臺北都會區通勤人口行走的主要幹道之一，使其沿線成為臺北市中心惡名昭彰的交通瓶頸:p208。

## 行經行政區域
（由北至南）
- 松山區
- 信義區
- 大安區
- 中正區、文山區

## 歷史

### 清治時期
這一條路初闢於清治時期，為錫口（今松山）、興雅、三張犁、六張犁的連絡小徑，原始路名不詳，路基僅至今日的和平東路:p207。

### 日治時期

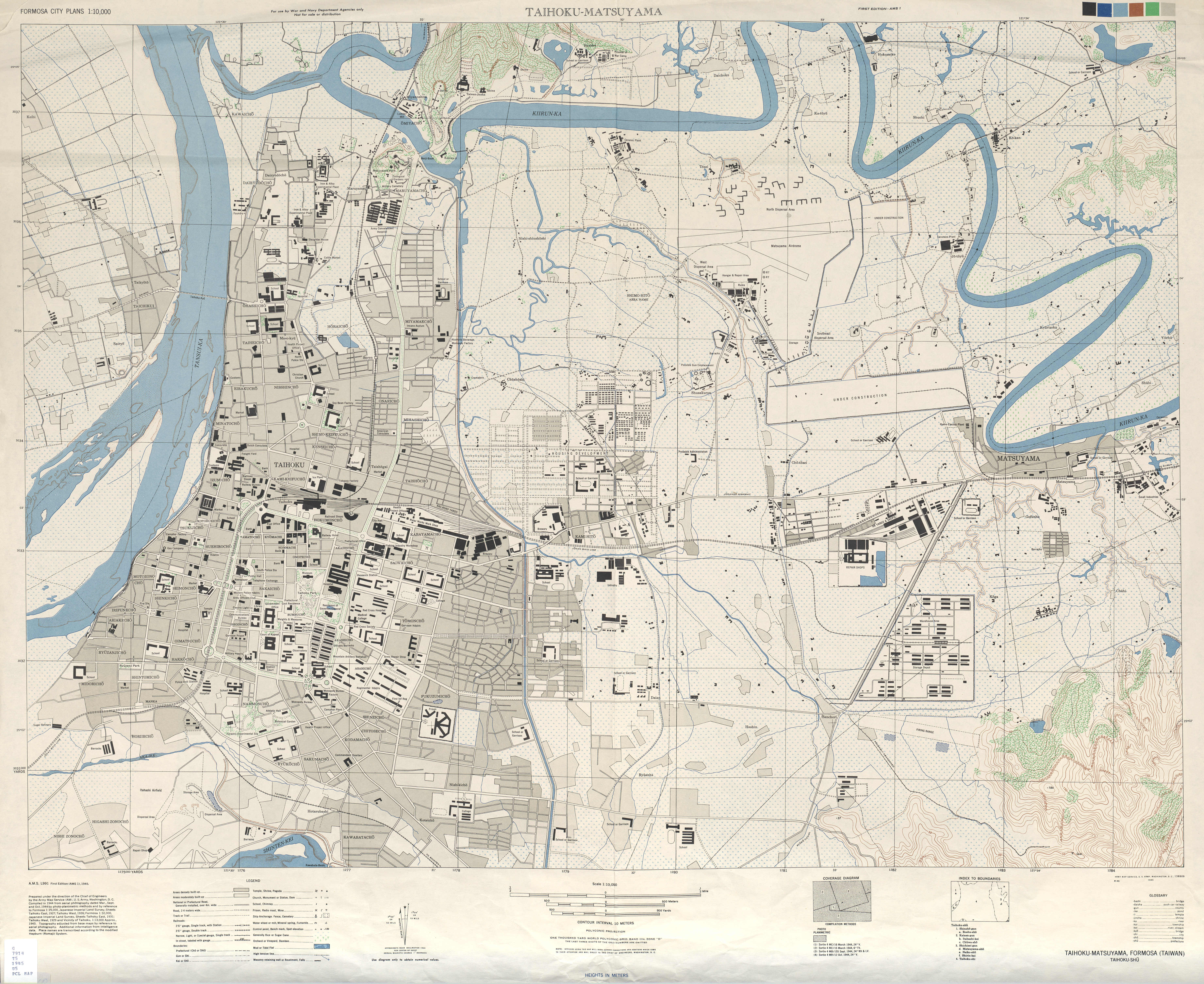
1945年美軍航測圖，可見日治末期基隆路走向

到了日治時期，日本人為了因應太平洋戰爭而在1942年將興雅（今一段）的小路拓寬為40公尺寬戰備道路並作為飛機臨時跑道:p207。

### 戰後時期
第二次世界大戰結束後，因為此路銜接中正路（今八德路），為通往基隆的捷徑，政府於1947年遂正式將其定名為基隆路。1950年，政府設四四西村於基隆路上，以供尉校級以上的軍官居住。1954年，在基隆路舊線（今舟山路，已變更為國立臺灣大學校內道路）之東新築了和平東路至羅斯福路的道路。1959年基隆路中段取直，今二段的舊路更名為嘉興街:p207。
1971年，有兩項重大的交通工程分別於基隆路南北兩端進行：第一，南端為了配合福和橋的興建，而將基隆路延伸至橋頭、全線拓寬為柏油路面並重新分段，昔日的基隆路南段（國立台灣大學校區內路段）於1973年新路通車後更名為舟山路，此後更興建基隆路高架道路，於1994年2月4日通車；第二，為解決北端因縱貫鐵路橫阻而造成的嚴重交通壅塞問題而開工興建正氣橋，其於1974年底通車:p207。
1980年信義計畫區開始開發，此時基隆路兩側劃定為綜合型次商業區，以紓解中心商業區的擁擠，高樓大廈如雨後春筍般出現，老舊眷村也隨著經濟環境改善而改建，例如1983年落成的忠駝國宅（原四四西村）:p207。1988年，基隆路高架道路福和橋—長興街路段通車，1994年起又進一步通至和平東路以南的北端終點:p64。

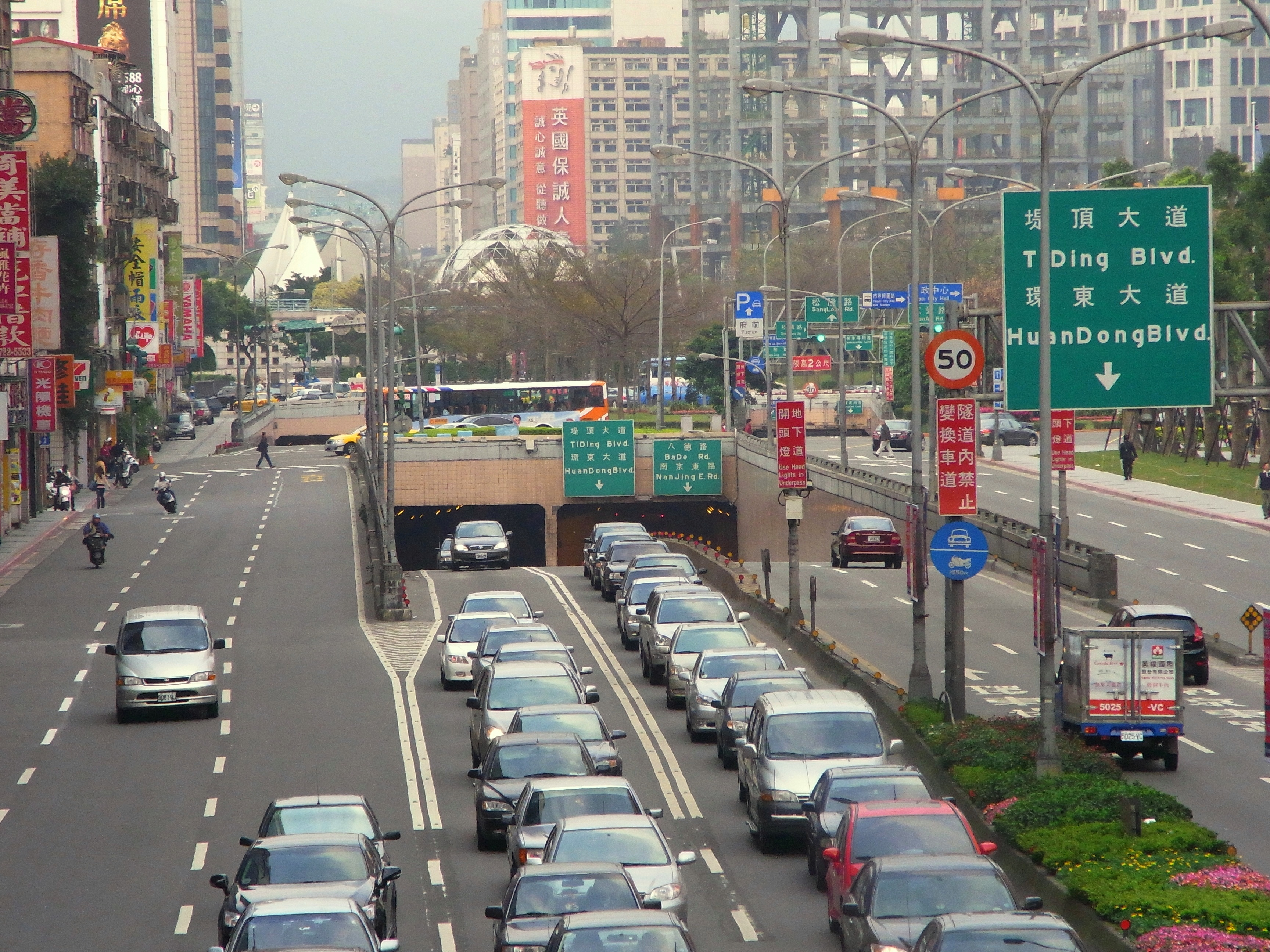
基隆路車行地下道

1997年:p207，基隆路車行地下道的通車解決了其與忠孝東路及仁愛路間的交通瓶頸:p64。1999年，為了配合基隆河整治、市民大道的通車及麥帥二橋、環東大道的興建而將正氣橋改建為高架段，其於2001年通車，全長1.19公里:p69，此交通工程促使臺北市區與聯外快速道路網成型。2002年3月，當初為了正氣橋改建高架段而拆除的松山高中前人行天橋，在新橋通車後重新建造完成，並搭配有電扶梯，為全台首座的電扶梯人行天橋:pp 207-208。

## 分段
基隆路共分四段
- 一段：北於南京東路與塔悠路相接，南於信義路與基隆路二段相接。
- 二段：北於信義路與基隆路一段相接，南於敦化南路與基隆路三段相接。
- 三段：北於敦化南路與基隆路二段相接，南於基隆路三段155巷與基隆路四段相接。
- 四段：北於基隆路三段155巷與基隆路三段相接，南於汀州路與福和橋相接。

## 道路設計
| | |
| - 一段：雙向各4~6車道（含高架）。 - 二段：雙向各三車道。 - 三段：雙向各5~8車道（含高架）。 - 四段：雙向各5車道（含高架）。 | - 一段：單號1~333，雙號2~436。 - 二段：單號1~329，雙號2~272。 - 三段：單號1~155，雙號2~156。 - 四段：單號1~75，雙號2~148。 |

## 沿線設施
（由北至南）
| | |
| - 一段 - 環東大道 （正氣橋改建高架段） - 南松山市場 - 臺北市立松山高級中學（156號） - 臺北市立松山高級中學地下停車場（156號地下樓） - 電扶梯人行天橋 - 捷運市政府站（忠孝東路口） - 基隆路車行地下道 - 遠雄國際中心（200號） - 遠雄金融中心（松高路1號） - 府前廣場地下停車場 - 台北市公共自行車租賃系統府前廣場站 - 臺北世界貿易中心 - 臺北世界貿易中心國際貿易大樓（333號） - 忠駝國宅（366~378號） - 二段 - 台北市公共自行車租賃系統基隆光復路口 - 震旦國際大樓（信義路口） - 臺北市信義區三興國民小學（99號） - 臨江街觀光夜市 - 捷運六張犁站（和平東路口） - 台北市公共自行車租賃系統捷運六張犁站 - 臺北市私立喬治高級工商職業學校（155、172號） - 臺北醫學大學大安校區（172之1號） - 法務部調查局台北市調查處（176號） - 國軍北部地區人才招募中心／國防部福利事業管理處大安福利站（207號，國防部基信營區） - 基隆路高架道路（樂業街口至福和橋） | - 三段 - 臺北市立和平高級中學（正門位於臥龍街100號） - 國立臺灣大學生物資源暨農學院附設動物醫院(153號) - 國立臺灣大學醫學院附設癌醫中心醫院(155巷57號) - - 國立臺灣大學（正門位於羅斯福路四段1號） - 台北市公共自行車租賃系統基隆長興路口站 - 四段 - 國立臺灣大學（正門位於羅斯福路四段1號） - 國立臺灣科技大學（43號） - 台北市公共自行車租賃系統國立臺灣科技大學站 - 台灣電力公司台北市區營業處（75號） - 龍祥百老匯影城（羅斯福路口） - 福和橋 |

## 交會道路
（由北至南）
| | |
| - 南京東路5段 - 塔悠路 - 八德路4段 - 市民大道5段（西側）／6段（東側） - 永吉路 - 東興路 - 松隆路 - 忠孝東路4段（西側）／5段（東側） - 興雅路 - 松高路 - 仁愛路4段 - 松壽路 - 莊敬路 - 信義路4段（西側）／5段（東側） - 吳興街 | - 嘉興街 - 光復南路 - 臨江街 - 崇德街 - 和平東路3段 - 樂業街 - 敦化南路2段 - 臥龍街 - 敦南街 - 辛亥路3段 - 舟山路 - 長興街 - 羅斯福路4段 - 汀州路3段 |